# Eitel Oskar Höhne
Eitel Oskar Höhne (* 19. Juli 1922 in Dresden; † 29. August 1998 in Eschwege) war ein hessischer Politiker (SPD) und Abgeordneter des Hessischen Landtags.

## Leben und Beruf
Eitel Oskar Höhne studierte nach dem Abitur und dem Kriegsdienst Rechtswissenschaften und legte 1951 seine Staatsprüfung ab. Von 1955 bis 1961 arbeitete er als Personaldezernent beim Landeswohlfahrtsverband Hessen.
Eitel Oskar Höhne war seit 1974 Vorsitzender des Verwaltungsrates des Hessischen Rundfunks. Seit 1953 war er Mitglied der Verbandsversammlung des Landeswohlfahrtsverband Hessen und dort seit November 1985 Präsident.
Eitel Oskar Höhne setzte sich auch für kulturelle und naturschützende Ziele in der Region des Werra-Meißner-Kreises ein. Seine Witwe Helga Höhne (1928–2020) begründete 2011 die „Eitel O. und Helga Höhne-Stiftung“, welche dem Gemeinwohl dienende Maßnahmen mit Bezug zu diesem Kreis fördert.

## Politik
Höhne beantragte am 30. April 1941 die Aufnahme in die NSDAP und wurde zum 1. September desselben Jahres aufgenommen (Mitgliedsnummer 8.645.229).
Nach dem Zweiten Weltkrieg wurde Höhne Mitglied der SPD. Er war von 1961 bis zur Gebietsreform in Hessen 1974 Landrat des Landkreises Eschwege und wurde danach erster Landrat des neu gebildeten Werra-Meißner-Kreises. Dieses Amt übte er bis 1988 aus.
Vom 1. Dezember 1950 bis zum 30. November 1970 war Höhne Mitglied des hessischen Landtags und dort 1969 bis 1970 stellvertretender Vorsitzender der SPD-Fraktion. Der Landtag wählte ihn 1954 zum Mitglied der zweiten Bundesversammlung, die Theodor Heuss als Bundespräsident wiederwählte.

## Ehrungen

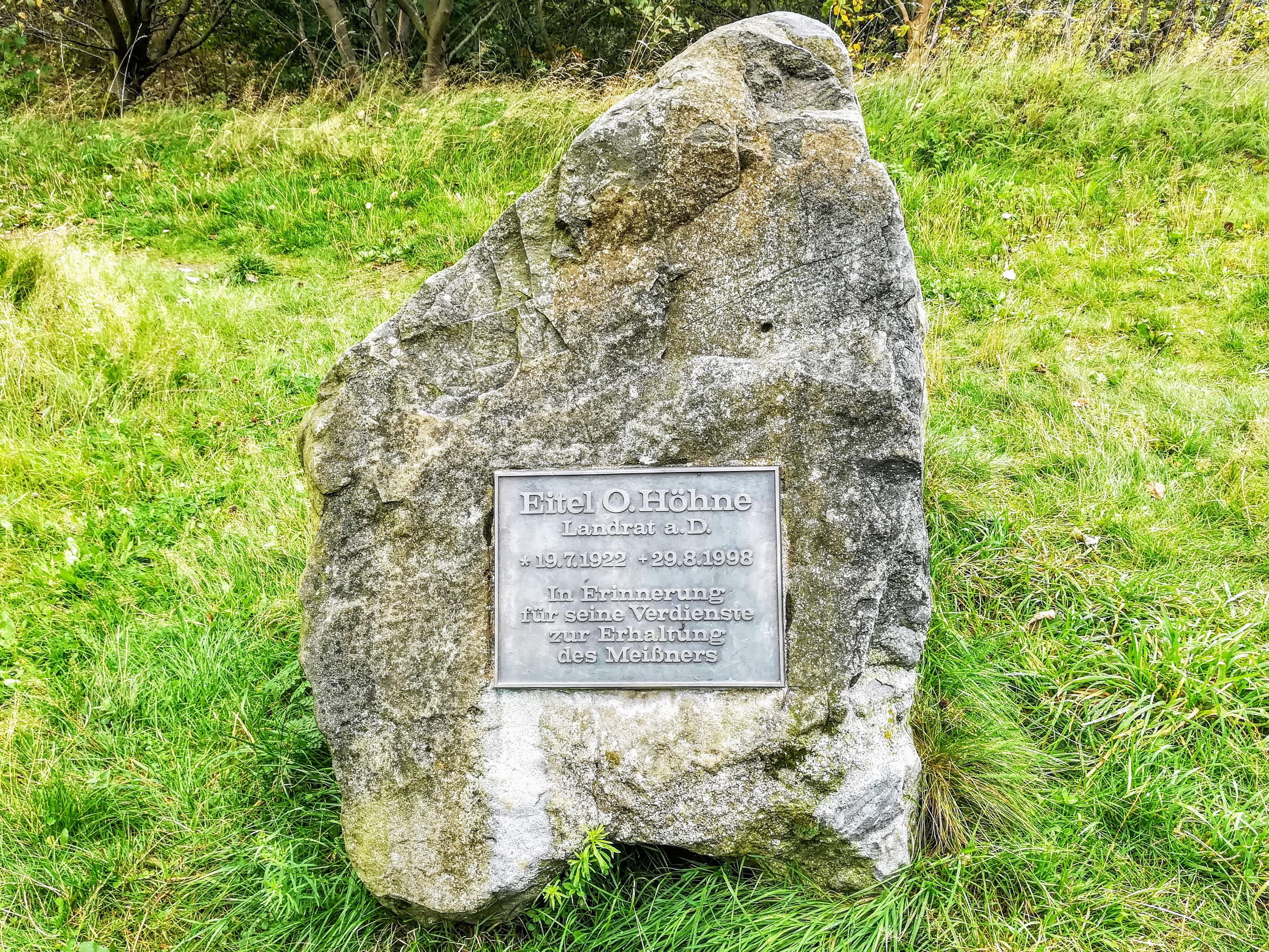
Gedenkstein auf dem Hohen Meißner

- 1972: Verdienstkreuz 1. Klasse der Bundesrepublik Deutschland
- 1982: Großes Verdienstkreuz der Bundesrepublik Deutschland
- 1988: Wilhelm-Leuschner-Medaille
- 1990: Hessischer Verdienstorden
- 1995: Goethe-Plakette des Landes Hessen